# كارلن هدسون
كارلن هدسون (بالإنجليزية: Carlin Hudson)‏ هي لاعبة كرة قدم أمريكية، ولدت في 1 نوفمبر 1996. لعبت مع واشنطن سبيريت.

## روابط خارجية
- كارلن هدسون على موقع قاعدة بيانات كرة القدم.إي يو (الإنجليزية)
- كارلن هدسون على موقع Soccerway.com (الإنجليزية)